# Fabião de Oliveira

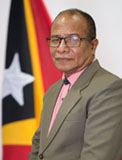
Fabião de Oliveira

Fabião de Oliveira (* 17. Januar 1966 in Atabae, Bobonaro, Portugiesisch-Timor) ist ein Politiker aus Osttimor. Er ist Mitglied der Partei FRETILIN.

## Werdegang
Oliveira hat einen Magister-Titel in Management inne. 2007 arbeitete er als Distriktkoordinator von Timor Aid in Oe-Cusse Ambeno. 2017 war er Koordinator der FRETILIN in Oecusse und besaß ein Unternehmen.
Bei den Parlamentswahlen in Osttimor 2012 kandidierte Oliveira chancenlos auf Platz 28 der FRETILIN-Liste und 2017 auf Platz 36. Bei den vorgezogenen Wahl am 12. Mai 2018 gelang ihm der Einzug in das Nationalparlament auf Platz 19. Er ist Mitglied der Kommission für Infrastruktur (Kommission E).
Bei den Parlamentswahlen 2023 trat Oliveira aussichtslos auf Listenplatz 62 der FRETILIN an und verlor so seinen Sitz. Die Partei erhielt nur 19 Sitze.